# Zari Elmassian
Zari Elmassian, właściwie Zaruhi Elmassian, po ślubie Zaruhi Elmassian Vartian (ur. 12 października 1906 w Lynn, zm. 6 lutego 1990 w Los Angeles) – armeńskiego pochodzenia amerykańska śpiewaczka operowa (sopran); aktorka i piosenkarka występująca w hollywoodzkich musicalach w latach 30. XX w. Wykonywała utwory do ścieżki dźwiękowej musicalu Czarnoksiężnik z Oz.

## Życiorys
Zaruhi Elmassian urodziła się w Lynn jako córka Johna Elmassiana i Satenig Aloojian Elmassian. Rodzice pochodzili z Armenii. Miała czworo rodzeństwa: dwóch braci (Jack i Herbert) i dwie siostry (Belle Normart i Alice Zakian). Elmassianowie przenieśli się do Fresno w Kalifornii, zanim w 1916 r., urodziła się najmłodsza z sióstr Alice. Uczęszczała na Fresno State College, Uniwersytet Południowej Kalifornii, Eastman School of Music i New England Conservatory of Music.

## Kariera
Karierę rozpoczęła od występów scenicznych i radiowych. W 1929 r. śpiewała w programie radiowym z Trojan Trio. Na początku lat 30. zatrudniona była w San Francisco Opera. W sezonie operowym 1930–1931 występowała jako Duszek Rosy w Jaś i Małgosia, Poussette w Manon Jules’a Masseneta, Młody pasterz w Tannhäuser. W sezonie operowym 1931–1932 śpiewała partię Micaëli w operze Carmen. Następnie występowała jako solistka z Los Angeles Philharmonic od batutą polskiego dyrygenta Artura Rodzińskiego i niemieckiego Ottona Klemperera, który obsadził Zari jako solistkę w Beethoven’s Ninth Symphony.
W latach 30. i 40. XX w. występowała jako śpiewaczka koncertowa i podpisała kontrakty ze studiami Metro-Goldwyn-Mayer i 20th Century Fox dla których występowała w niewielkich rolach i udzielała głosu w musicalach. Zwykle nie była wymieniana w czołówce. Wystąpiła m.in. w: It's Great to Be Alive (1933), Kapryśna Marietta (1935), Orchids to You (1935), Here’s to Romance (1935), Wielki Ziegfeld (1936), Postrach opery (1936), Gdy kwitną bzy (1937). W filmach: Zakochani (1938), Dziewczyna ze Złotego Zachodu (1938) i Broadway Serenade (1939) została zatrudniona jako dublerka udzielająca głosu aktorce grającej główną rolę Jeanette MacDonald. W musicalu Czarnoksiężnik z krainy Oz (1939) została zatrudniona przy produkcji ścieżki dźwiękowej, jako wykonawca kilku utworów. Nie była wymieniona w czołówce.
W 1941 r. śpiewała partię Neddy w Pajacach razem z American Youth Opera w Jordan Hall, w Bostonie. W 1945 r. zagrała w ormiańskojęzycznym melodramacie muzycznym Anoush wyreżyserowanym przez jej męża Setraga Vartiana. Film opartym oparty był na twórczości ormiańskiego poety Hovhannesa Toumanyana oraz w operze Anoush Armena Dickraniana. Wspólnie z mężem wydała także płytę zatytułowaną Armenian Songs.
W latach 80. kierowała 25-osobowym chórem w St. James Armenian Apostolic Church w Los Angeles, który dawał koncerty również w innych ośrodkach społeczności armeńskiej. Udzielała się w organizacji charytatywnej Dominant Music Club, powołanej w 1906 r., w celu wspierania kobiet-muzyków.

## Życie prywatne
W 1942 r. poślubiła reżysera i montażystę filmowego Setraga Vartiana. Ślub odbył się w Las Vegas. Setrag zmarł w 1986 r. a Zari w 1990 r. Wspólny grób małżonków znajduje się w Inglewood Park Cemetery w Inglewood.

## Filmografia
Wybrane filmy z udziałem Zari Elmassian:
- 1933: It’s Great to Be Alive – piosenkarka
- 1935: Kapryśna Marietta – Suzette, solistka w utworze Italian Street Song
- 1935: Orchids to You – piosenkarka
- 1935: Here’s to Romance – piosenkarka
- 1936: Wielki Ziegfeld – solistka w utworze Look for the Silver Lining
- 1936: Postrach opery – Madame Rochelle
- 1937: Gdy kwitną bzy – piosenkarka
- 1945: Anoush – Anoush